# Gorlowka (Kaliningrad)
Gorlowka (russisch Горловка, deutsch Bollgehnen) ist ein Ort in der russischen Oblast Kaliningrad. Er gehört zur kommunalen Selbstverwaltungseinheit Stadtkreis Gurjewsk im Rajon Gurjewsk.

## Geographische Lage
Gorlowka liegt 16 Kilometer nördlich von Kaliningrad (Königsberg) im Straßendreieck der Ringautobahn Primorskoje Kolzo von der Oblasthauptstadt in Richtung Selenogradsk (Cranz) und dem Autobahnabzweig in Richtung Flughafen Kaliningrad bei Chrabrowo (Powunden). Eine direkte Straßenanbindung besteht zu der Kommunalstraße 27K-044 von Berjosowka (Schugsten) nach Chrabrowo. Gorlowka war bis 1945 Bahnstation an der Kleinbahnstrecke Groß Raum–Ellerkrug (russisch: Rjabinowka–Raduschnoje, jetzt: Chrabrowo), die heute noch als Güterverkehrsstrecke zum Flughafen Kaliningrad in Betrieb ist.

## Geschichte
Das ehemals Bollgehnen genannte Dorf wurde im Jahre 1278 gegründet. 1874 wurde der Gutsbezirk Bollgehnen in den neu errichteten Amtsbezirk Powunden eingegliedert. Er gehörte zum Landkreis Königsberg (Preußen) (1939 bis 1945 Landkreis Samland) im Regierungsbezirk Königsberg der preußischen Provinz Ostpreußen. Am 26. Juli 1897 wurde der Gutsbezirk Bollgehnen in eine Landgemeinde gleichen Namens umgewandelt.
Im Jahre 1910 zählte Bollgehnen 75 Einwohner. Am 30. September 1928 gab Bollgehnen seine Eigenständigkeit auf und wurde mit dem Nachbarort Mickenburg (nicht mehr existent) aus dem Amtsbezirk Powarben (russisch: Stepnoje) in die Landgemeinde Uggehnen (Matrossowo) eingemeindet.
1945 kam Bollgehnen wie das gesamte nördliche Ostpreußen zur Sowjetunion. Der Ort erhielt im Jahr 1947 die russische Bezeichnung Gorlowka und wurde gleichzeitig dem Dorfsowjet Matrossowski selski Sowet im Rajon Gurjewsk zugeordnet. Später gehörte der Ort zum Chrabrowski selski Sowet. Von 2008 bis 2013 gehörte Gorlowka zur Landgemeinde Chrabrowskoje selskoje posselenije und seither zum Stadtkreis Gurjewsk.

## Kirche
Mit seiner fast ausnahmslos evangelischen Bevölkerung war Bollgehnen vor 1945 in das Kirchspiel der Kirche Powunden (russisch: Chrabrowo) eingepfarrt. Es gehörte zum Kirchenkreis Königsberg-Land II innerhalb der Kirchenprovinz Ostpreußen der Kirche der Altpreußischen Union. Heute liegt Gorlowka im Einzugsbereich der evangelisch-lutherischen Auferstehungskirche in Kaliningrad (Königsberg). Sie ist Teil der Propstei Kaliningrad der Evangelisch-lutherischen Kirche Europäisches Russland.